# Позднеев, Владимир Иванович
Владимир Иванович Позднеев (1867—1912) — русский художник-жанрист.

## Биография
Родился в 1867 году.
Ученик Императорской Академии художеств с 1896 по 1898 годы (обучался у Маковского). 2 ноября 1898 года получил звание художника за картину «Вдовец».
Затем учился в Московском училище живописи, ваяния и зодчества.
Выставлялся на передвижных выставках с 1902 по 1906 годы.
Умер в 1912 году.
Портрет В. И. Позднеева написал другой русский художник — Иван Петрович Богданов в 1903 году.

## Труды
Сведений о местонахождении картин художника мало. Одна из его картин была обнаружена в запасниках Томского краеведческого музея.